# Theodor Döring (Schauspieler)

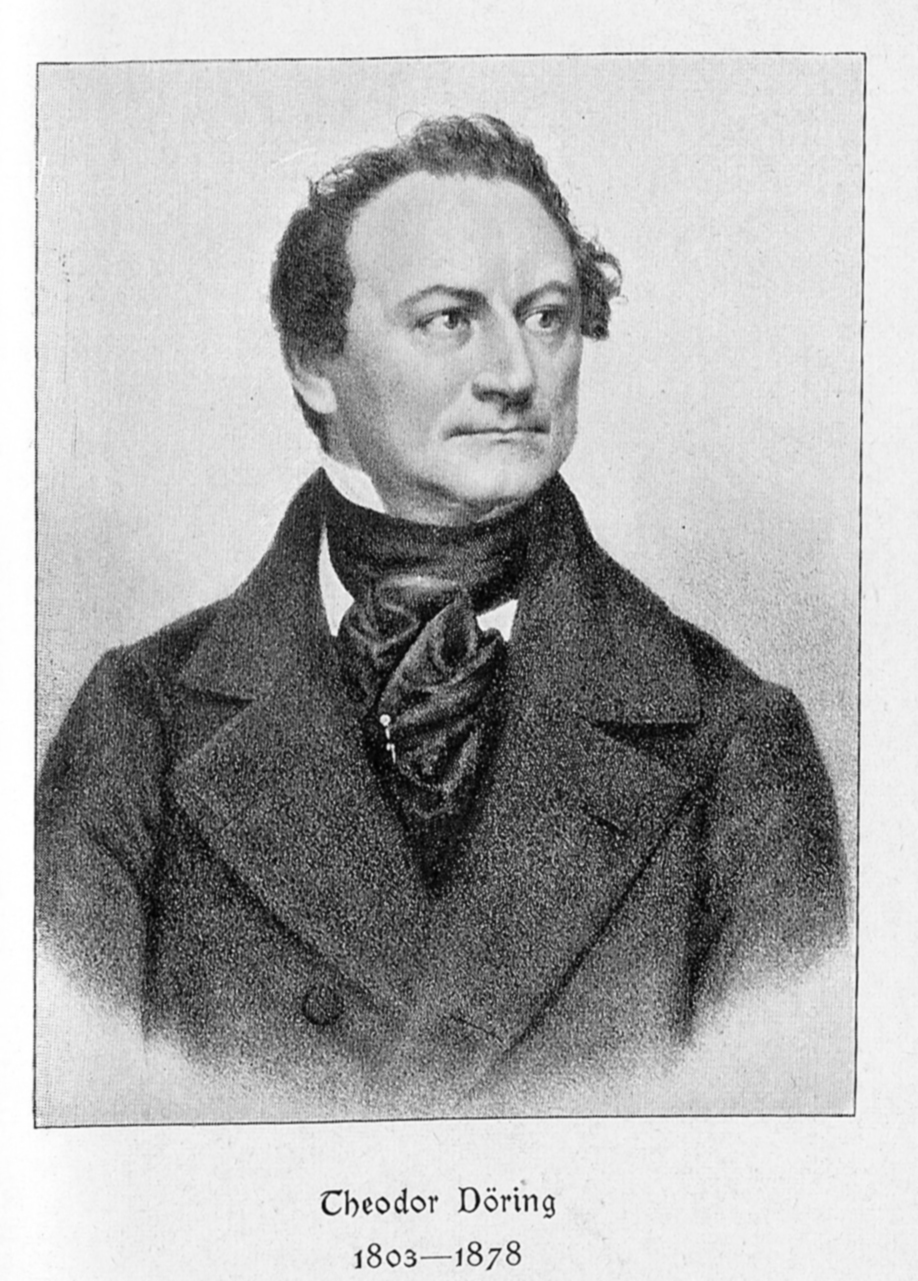
Theodor Döring

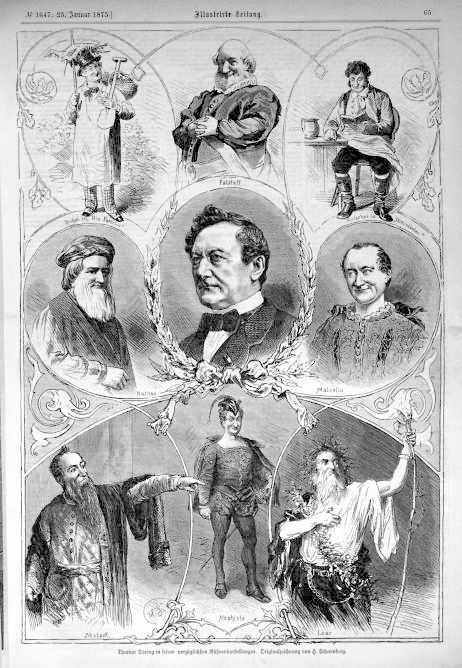
Theodor Döring in seinen Glanzrollen

Theodor Döring, eigentlich Johann Friedrich Wilhelm Theodor Hering, (* 9. Januar 1803 in Warschau; † 17. August 1878 in Berlin) war ein deutscher Schauspieler.

## Leben
Theodor Döring war Sohn eines preußischen Salzinspektors in Warschau und zog mit seiner Familie 1807 nach Prenzlau. In Berlin besuchte er das Joachimsthalsche Gymnasium und begann eine kaufmännische Lehre. Er spielte zuerst als Laiendarsteller im Liebhabertheater der Urania, brach dann aber seine Lehre ab und zog zunächst als Wanderschauspieler mit Stationen in Bromberg, Mainz, Karlsruhe, Mannheim, Hamburg und Stuttgart durch Deutschland.
Ab 1836 arbeitete er in Hamburg und 1838 wurde er der Nachfolger Karl Seydelmanns in Stuttgart. 1843 übersiedelte er nach Hannover, wo er einen Vertrag auf Lebenszeit an der Hofbühne erhielt. Es gelang ihm jedoch, diesen Vertrag zu lösen, als er, wiederum als Nachfolger Seydelmanns, 1845 an das Hoftheater in Berlin berufen wurde.
Döring war seit 1872 Träger des Iffland-Rings. Die Döringstraße in Berlin-Friedrichshain sowie die Döringstraße in Stuttgart sind nach ihm benannt.
Döring war ab 1833 mit der Soubrette Auguste Sutorius (1807–1873) verheiratet, seine Schwägerin war damit deren Schwester Caroline Döring und sein Schwippschwager Jean Baptist Baison.
Er bildete Richard John zum Schauspieler aus.

## Tod und Grabstätte

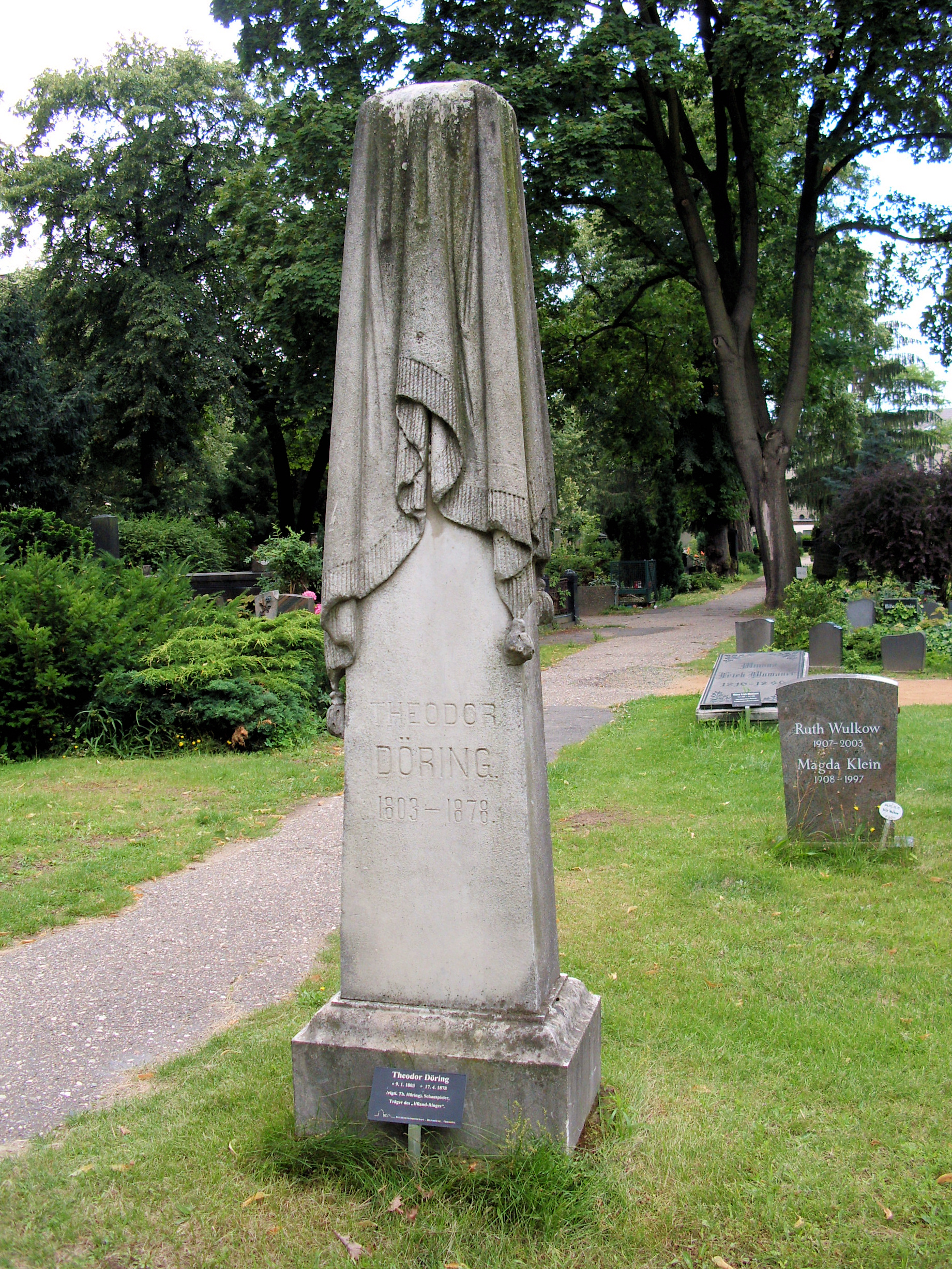
Grabdenkmal für Theodor Döring in Berlin-Kreuzberg

Seinen letzten Bühnenauftritt hatte Theodor Döring am 15. Juni 1878, als er den Attinghausen in einer Inszenierung von Friedrich Schillers Wilhelm Tell am Berliner Hoftheater spielte. Nach Ende der Theatersaison suchte er in Homburg vor der Höhe Erholung von einem Magenleiden, kehrte von dort aber noch immer kränkelnd an die Spree zurück. Theodor Döring starb acht Tage später, in der Nacht zum 17. August 1878, im Alter von 75 Jahren in Berlin.
Die Trauerfeier, geleitet von Gustav Lisco, fand am 20. August 1878 in der Wohnung des Verstorbenen in der Leipziger Straße statt. Zu den anwesenden Schauspielkollegen zählten Friedrich Haase, Minona Frieb-Blumauer und Karl Gustav Berndal. Anschließend wurde der Sarg in einem großen Trauerzug zum Friedhof III der Jerusalems- und Neuen Kirche vor dem Halleschen Tor geleitet, wo die Beisetzung erfolgte. Die Trauerworte am Grab sprach Arthur Deetz.
Das erhaltene Grabdenkmal, gefertigt von der Firma Vanelli, ist ein hoher, schmaler Obelisk, dessen oberer Teil als verhüllender Theatervorhang gearbeitet ist. Ein efeubewachsener Grabhügel und eine die Grabstätte umgebende Pfosten-Ketten-Verbindung existieren nicht mehr.